# Hulbuk Wose
Hulbuk Wose (tadż. Клуби футболи «Ҳулбук» Восеъ) – tadżycki klub piłkarski, mający siedzibę w mieście Wose, na południu kraju.

## Historia
Chronologia nazw:
- 1993: Hulbuk Wose (ros. «Хулбук» Восе)
- 1997: Randżbar Wose (ros. «Ранджбар» Восе)
- 2000: klub rozwiązano
- 2005: Hulbuk Wose (ros. «Хулбук» Восе)

Piłkarski klub Hulbuk został założony w miejscowości Wose w 1993 roku. W 1993 zespół debiutował w rozgrywkach Wyższej Ligi Tadżykistanu. W debiutanckim sezonie zajął 12.miejsce w końcowej klasyfikacji. W 1997 klub zmienił nazwę na Randżbar Wose i zdobył srebrne medale mistrzostw. Po zakończeniu sezonu 1999 klub został rozwiązany. Dopiero w 2005 klub został reaktywowany z historyczną nazwą Hulbuk Wose. Potem występował w rozgrywkach Pierwszej Ligi.

## Sukcesy

### Trofea międzynarodowe
Nie uczestniczył w rozgrywkach azjatyckich (stan na 31-12-2015).

### Trofea krajowe
Tadżykistan
| \| \| Zdobyte trofea w rozgrywkach Tadżykistanu (stan na: 31-12-2015) \| |                                                                 |      |          |
| Rozgrywki                                                                | Osiągnięcie                                                     | Razy | Sezon(y) |
| Mistrzostwo                                                              | I miejsce                                                       | 0    |          |
| Mistrzostwo                                                              | II miejsce                                                      | 1    | 1997     |
| Mistrzostwo                                                              | III miejsce                                                     | 0    |          |
| Puchar                                                                   | zdobywca                                                        | 0    |          |
| Puchar                                                                   | finalista                                                       | 1    | 1997/98  |
| II liga                                                                  | I miejsce                                                       | 0    |          |
| II liga                                                                  | II miejsce                                                      | 0    |          |
| II liga                                                                  | III miejsce                                                     | 0    |          |
| Tadżykistan                                                              | Zdobyte trofea w rozgrywkach Tadżykistanu (stan na: 31-12-2015) |      |          |

## Stadion
Klub rozgrywa swoje mecze domowe na stadionie Centralnym w Wose, który może pomieścić 1000 widzów.

## Piłkarze
Znani piłkarze:
- Dżurahon Mirzojew
- Dawlat Sodikow